# Шаманов, Иван Гаврилович
Иван Гаврилович Шаманов (25 сентября 1908, Смоленский район — 18 марта 1982, Москва) — советский лётчик минно-торпедной авиации ВВС Балтийского флота в годы Великой Отечественной войны, Герой Советского Союза (22.01.1944). Гвардии майор (16.01.1945).

## Биография
Родился 25 сентября 1908 года в деревне Новосельцы Смоленского уезда (ныне Смоленский район Смоленской области), в семье рабочего. Русский. Окончил 10 классов. Работал на лесопильном заводе в городе Смоленске.
В мае 1927 году призван в Красную армию и по комсомольской путёвке направлен в авиацию. В мае 1928 года окончил Военно-теоретическую школу лётчиков в Ленинграде, в ноябре 1928 года — 2-ю военную школу лётчиков Военно-воздушных сил РККА в городе Борисоглебске. По окончании школы до 1933 года служил старшим лётчиком и командиром звена в 15-й авиационной бригаде ВВС Красной Армии. В мае 1933 года уволен в запас. 
Работал в системе Гражданского Воздушного Флота. С 1933 по 1936-й годы каждую ночь летал по маршруту Москва — Харьков со свежими номерами газеты «Правда». Затем вместе со штурманом М. В. Лориным работал в Якутии в системе Главного управления геодезии и картографии при Совете Народных Комиссаров СССР, был лётчиком-аэрофотосъёмщиком.
С началом Великой Отечественной войны Иван Шаманов и Михаил Лорин подали заявления в Якутский районный военкомат об отправке на фронт. Но только после личной встречи с генералом Жавороковым в Москве в октябре 1941 года Михаил Лорин был направлен на Балтийский флот, а Иван Шаманов — лётчиком в 1-й запасной авиационный полк ВМФ. После переучивания на самолёт ДБ-3 весной 1942 года получил направление во фронтовую часть. Член ВКП(б)/КПСС с 1942 года.
В апреле 1942 года лейтенант Иван Шаманов прибыл в 1-й гвардейский минно-торпедный авиационный полк ВВС Балтийского флота на должность пилота, а затем старшего пилота. Командовал экипажем ДБ-3, а штурманом в его экипаже стал старый товарищ Михаил Лорин. Как только начались сражения по прорыву блокады Ленинграда, его экипаж наравне с другими гвардейцами наносил мощные бомбовые удары по долговременной обороне противника. Вместе с первым орденом Красного Знамени Шаманову и Лорину вручили медали «За оборону Ленинграда». В январе 1943 года также стал командиром звена.
От вылета к вылету росло мастерство лётчика-торпедоносца. В ночь на 29 мая 1943 года Иван Шаманов и Михаил Лорин поднялись в небо. В Рижском заливе они обнаружили и потопили транспорт водоизмещением в 5000 тонн. Днём позже экипаж бомбардировал укреплённый пункт противника. Первым в полку был награждён орденом Отечественной войны 1-й степени.
4 сентября 1943 года лётчики полка отправили на дно 7 гитлеровских транспортов. Один из них, водоизмещением 7000 тонн, был на счету экипажа под командованием Ивана Шаманова. Через десять дней снова победа в крейсерском полёте: потоплен транспорт, охраняемый сторожевым кораблём и катерами. За короткий срок бывший гражданский лётчик стал мастером торпедных атак. 
Не менее успешно наносил удары и по наземным объектам врага. Совершая в ночь по два-три вылета, он наносил захватчикам тяжёлые потери в живой силе и технике. 19 сентября 1943 года сквозь сильный зенитный огонь лётчик прорвался к железнодорожной станции Волосово, где находились крупные склады горючего и боеприпасов, снабжавшие гитлеровские войска под Ленинградом. В результате меткого бомбометания в районе станции были отмечены сильные взрывы и возникло несколько очагов пожара.
Командир звена 1-го гвардейского минно-торпедного авиационного полка 8-й минно-торпедной авиационной дивизии ВВС Балтийского флота гвардии капитан Иван Шаманов к сентябрю 1943 года совершил 129 боевых вылетов, потопил 4 вражеских транспорта и был представлен к званию Героя Советского Союза.
Указом Президиума Верховного Совета СССР «О присвоении звания Героя Советского Союза офицерскому составу Военно-Морского флота» от 22 января 1944 года за «образцовое выполнение боевых заданий командования на фронте борьбы с немецкими захватчиками и проявленные при этом отвагу и геройство» удостоен звания Героя Советского Союза с вручением ордена Ленина и медали «Золотая Звезда».
В декабре 1943 года И. Шаманов переведён заместителем командира эскадрильи 1-го учебного полка ВМФ, а в июне 1944 года стал старшим лётчиком-испытателем ремонтного отдела управления ВВС Балтийского флота. Но уже в июле вернулся в свой 1 гвардейский мтап на должность командира эскадрильи.
Бои продолжались, рос и боевой счёт лётчика. 24 августа 1944 года — потоплен транспорт из состава конвоя, 15 сентября — одиночный транспорт юго-западнее Либавы, 23 сентября — транспорт, эвакуирующий немцев из Таллина. Был назначен командиром эскадрильи, в октябре 1944 года награждён орденом Красного Знамени.
Осенью 1944 года, чтобы улучшить подготовку, в полку была организована учёба штурманского состава. Самолёт Ивана Шаманова стал «летающей лабораторией». В роли наставников выступал Лорин. Опытный экипаж ввёл в строй немало молодых штурманов и лётчиков.
Значительная часть полётов Ивана Шаманова и Михаила Лорина приходилась на чисто морскую войну — торпедные и бомбовые атаки на коммуникациях, постановка минных заграждений. Но гвардейцы бомбили и наземные цели, почти все опорные пункты противника от Финского залива до Пруссии. Красногвардейск, Нарва, Урицк, Ропша, Котка, Хельсинки, Таллин, Либава, Кёнигсберг, Пиллау — это далеко неполный перечень тех мест, над которыми под интенсивным вражеским огнём выполнял задание экипаж Ивана Шаманова.
В ноябре 1944 года И Шаманов переведён командиром отряда — старшим лётчиком-испытателем в 1-ю смешанную эскадрилью Управления ВВС Балтийского флота. 
Всего за годы Великой Отечественной войны совершил 150 успешных боевых вылетов и потопил 8 вражеских транспортов.
После войны продолжал службу в ВМФ. В декабре 1945 года назначен лётчиком-испытателем — начальником отдела лётных испытаний Лётно-испытательного института, а затем Научно-исследовательского института авиации ВМС. В мае 1948 года вышел по болезни в запас в звании майора. 
Вернулся в гражданскую авиацию, но с 1956 года по состоянию здоровья оставил лётную работу. Жил в городе-герое Москве, работал заведующим лабораторией Московского авиационного института. 
Скончался 18 марта 1982 года. Похоронен в Москве на Химкинском кладбище.

## Награды
- Герой Советского Союза (22.01.1944)
- Орден Ленина (22.01.1944)
- Четыре ордена Красного Знамени (14.01.1943, 31.05.1943, 09.09.1943, 13.10.1944)[3][9][10][8]
- Орден Отечественной войны 1-й степени (31.01.1943)[5]
- Ряд медалей СССР

## Память
- Одна из центральных улиц города Пионерского Калининградской области названа его именем.
- Имя Героя присвоено самолету Бе-200ЧС (бортовой номер RF-31130) МЧС России[11].